# Ruta Estatal de California 82
La Ruta Estatal 82 se inicia en la U.S. Route 101, en Blossom Hill Road en San José, y se extiende hasta la Interestatal 280, en San Francisco, justo al pasar la Península de San Francisco. Forma parte del Camino Real de California.